# Pinealòcit

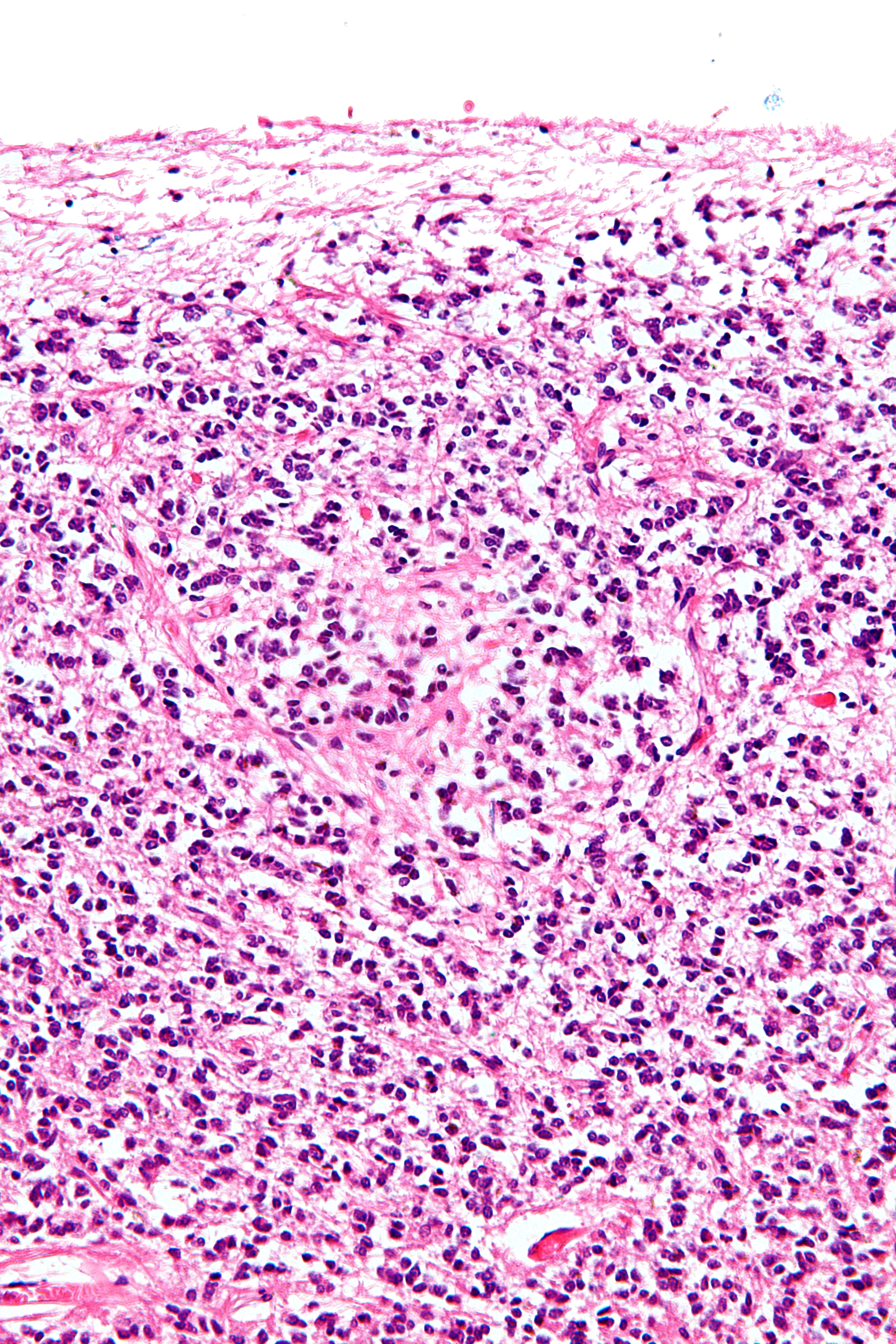
Secció d'una glàndula pineal normal, amb tinció d'HE

Els pinealocits són cèl·lules presents a la glàndula pineal encarregades de la producció de melatonina. Els pinealocits posseeixen un orgànul anomenat cinta sinàptica, considerat com un marcador específic per als pinealocits. En ells s'hi troben els enzims serotonina N-acetiltransferasa i acetilserotonina O-metiltransferasa, els quals converteixen la serotonina a melatonina.
La melotonina s'allibera al torrent sanguini mitjançant prolongacions citoplasmàtiques llargues que fan contacte amb els capil·lars i que s'assemblen als axons de les neurones. La secreció de serotonina està estimulada per la innervació simpàtica del gangli cervical superior. També té un procés citoplasmàtic curt que es connecta als pinealocits adjacents mitjançant desmosomes i unions comunicants.
Els pinealocits tenen forma irregular i el seu nucli té un nuclèol prominent.